# شکسته (گوشه موسیقی)
شکسته نام گوشه و نغمه‌ای است در دستگاه ماهور. در این نغمه، نت سوم گام ماهور ربع پرده و نت هفتم نیم‌پرده بم می‌شود. در این حالت، اگر درجهٔ ششم ماهورِ نیز ربع پرده بم شود، وارد آواز افشاری خواهد شد. این نغمه دارای دو نت ایست است. یکی درجهٔ سوم ماهور (نتِ می کُرُن در گام ماهورِ دو) و دیگری درجهٔ اول یا نت پایهٔ ماهور.بخشی از گوشه ساقی نامه در این مایه و با نام کشته مرده اجرا می شود

بخش آغازین گوشهٔ شکسته ماهور که در آن نت می، کُرُن است و بقیه بکار هستند.

گامِ «ماهورِ دو» به این صورت است: دو، ر، می، فا، سل، لا، سی، دو .
اگر نت یا درجهٔ سوم رُبْعِ پرده بم شود، به می کُرُن تبدیل می‌شود.
همچنین اگر درجهٔ هفتم نیم پرده بم شود، به سی بِمُل تبدیل می‌شود.
در نتیجه، توالی نت‌های نغمهٔ شکسته به این صورت است: دو، ر، می کرن، فا، سل، لا، سی بمل، دو .
مانور این گوشه بیشتر در نت‌های می تا لا است.

## حس
نغمهٔ شکسته به همراه گوشهٔ دلکش به علت استفاده از فواصل موسیقی ایرانی (ربع پرده)، نسبت به سایر گوشه‌های ماهور که حالتی شبیه به ماژور دارند؛ به موسیقی شرقی و ایرانی شبیه‌تر هستند.